# Островня (озеро, Бежаницкий район)
Островня или Островно — озеро в Кудеверской волости Бежаницкого района на границе с Опочецким районом Псковской области. Расположено на Бежаницкой возвышенности.
Площадь — 1,5 км² (152,8 га, с островами — 156,6 га). Максимальная глубина — 7,3 м, средняя глубина — 3,7 м. Площадь водосборного бассейна — 3,2 км².
Сточное. Относится к бассейну реки Алоль, притока Великой.
На берегу озера расположены деревни: Кожино и Баслаки, к северо-западу от села Кудеверь.
Тип озера лещово-плотвичный с уклеей. Массовые виды рыб: лещ, окунь, плотва, щука, ерш, красноперка, густера, уклея, линь, золотой карась, вьюн, щиповка; широкопалый рак (единично).
Для озера характерны: прибрежные леса, луга, болото; в литорали — песок, камни, заиленный песок, глина; в профундали — ил, заиленный песок, камни; есть береговые и донные ключи.